# Aéroport international de Boma
Pour les articles homonymes, voir GOM.
L'Aéroport international de Boma (IATA : en attente, ICAO : en attente) est un aéroport servant la ville de Boma dans la province du Kongo central en République démocratique du Congo. Il est situé à Lukandu, à 22 kilomètres (14 mi) au nord-ouest de Boma.
L'aéroport est en construction construction, avec 2 000 mètres (6 600 pieds) de piste à revêtement d'argile achevée en 2013, et une extension à 3 000 mètres (9 800 pieds) prévue.

## Situation en RDC
| Bandundu Basango Mboliasa Bunia Gbadolite Gemena Goma Ilebo Kalemie Kananga Kikwit Kindu Kinshasa-Ndjili Kinshasa-N'Dolo Kisangani Kolwezi Lodja Lubumbashi Matari Matadi Mbandaka Mbuji Mayi Nioki Tshikapa Tshumbe |

Édité le 15/05/2018[Quoi ?]